# テレビ朝日盛岡支局
テレビ朝日盛岡支局（テレビあさひもりおかしきょく）とはかつて岩手県盛岡市に存在したテレビ朝日の支局である。

## 来歴
テレビ岩手がANN離脱後に設置された岩手県をカバーするテレビ朝日の支局であり、1996年（平成8年）10月の岩手朝日テレビ開局までテレビ朝日の情報・報道番組の取材を行った。
テレビ岩手は系列離脱し関係が冷えていたこともあり、もうひとつの民放局（設立当時県内は民放2社のみ）であったIBC岩手放送（TBS系列）の近くに存在した。岩手朝日テレビ設立をもって閉鎖。